# Élections générales malawites de 2004
L'élection générale malawite de 2004 se déroule le 20 mai 2004 pour l'élection du président et des membres de l'Assemblée nationale. Il s'agit de la troisième élection multipartite depuis l'indépendance du pays en 1964 (en) et la restauration du multipartisme obtenue suite au référendum malawite de 1993.
Initialement prévue pour le 18 mai 2004, celle-ci sont retardée de deux jours en raison de plaintes des partis d'opposition quant au irrégularités observées dans les listes électorales. Le 22 mai, aucun résultats n'étaient encore communiqué ce qui entraîne des protestations et des menaces de désordre de la part de l'opposition.  Trois jours plus tard, le 25 mai, la Commission électoral annonce l'élection de Bingu wa Mutharika du Front démocratique uni au niveau présidentiel, mais annonce aussi que le premier parti réprésenté à l'Assemblée nationale devient le Parti du congrès. Le taux de participation s'établie à 62 %.

## Mode de scrutin
Le président du Malawi est élu au scrutin majoritaire uninominal à un tour pour un mandat de cinq ans.

## Campagne

### Présidence

Résultats par région et district

Au total, ce sont cinq candidats qui se présentent au poste de président de la république.
- Gwanda Chakuamba (69 ans), à la tête d'une coalition de sept partis politique nommée Coalition Mgwirizano (en) ou Unity Coalition. Avec un passé tumultueux et coloré, Chakuamba est ministre et commander dans le gouvernement du président à vie Hastings Banda. En 1980, il est accusé de sédition et est condamné à 12 ans d'emprisonnement sous les recommandation de Tembo et Kadzamira. Suite au référendum de 1993 au cours duquel les Malawites se prononce en faveur du multipartisme, il est libéré en juillet de la même année. Après une tentative de ravir la vice-présidence avec Hastings à la présidence au sein du MCP  en 1994, il se représente, mais pour la présidence et avec un accord d'alliance avec l'AFORD, en 1999.
- Justin Malewezi, vice-président sous la gouverne de Bakili Muluzi, il quitte le gouvernement et le parti peu avant le scrutin pour diriger sa propre formation (People's Progressive Movement).
- John Tembo (72 ans), candidat du Parti du congrès et homme politique de longue date.
- Bingu wa Mutharika (70 ans), économiste et vétéran politique, il se présente lors de la présidentielle de 1999 sous la bannière du United Party. Il se rallie au parti au pouvoir et obtient le soutien du président sortant.

### Assemblée nationale

Résultats par circonscription

Ce sont plus de 1 268 candidats, représentées à travers 15 partis, qui dépose leur candidature au cours de cette élection.
Six circonscriptions présentent leur résultat en retard en raison d'une erreur d'impression sur les bulletins de vote.
Sept partis contestent le résultat de l'élection, soit la Coalition Mgwirizano (en), Republican Party (en), People's Progressive Movement (en), Movement for Genuine Democratic Change (en), People's Transformation Party (en), Malawi Forum for Unity and Development (en), National Unity Party (en) et le Malawi Democratic Party (en).

## Résultats

### Présidence
| Candidats et colistiers  | Candidats et colistiers                      | Partis                   | Voix      | %     |
| ------------------------ | -------------------------------------------- | ------------------------ | --------- | ----- |
|                          | Bingu wa Mutharika Cassim Chilumpha          | UDF                      | 1 195 586 | 35,97 |
|                          | John Tembo Peter Chiwona                     | MCP                      | 937 965   | 28,22 |
|                          | Gwanda Chakuamba Aleke Banda                 | MC (en)                  | 836 118   | 25,16 |
|                          | Brown Mpinganjira (en) Mary Clara Makungwa   | NDA (en)                 | 286 320   | 8,61  |
|                          | Justin Malewezi Jimmy Hastings Koreia-Mpatsa | PPM (en)                 | 67 812    | 2,04  |
| Votes valides            | Votes valides                                | Votes valides            | 3 323 801 | 97,37 |
| Invalide / Votes blancs  | Invalide / Votes blancs                      | Invalide / Votes blancs  | 89 764    | 2,63  |
| Total                    | Total                                        | Total                    | 3 413 565 | 100   |
| Inscrits / participation | Inscrits / participation                     | Inscrits / participation | 5 752 028 | 59,35 |

### Assemblée nationale
|                          |                                             |                          |           |        |        |     |
| Parti                    | Parti                                       | Chef                     | Voix      | %      | Sièges | +/- |
|                          | Front démocratique uni                      | Bakili Muluzi            | 801 200   | 25,34  | 49     | -44 |
|                          | Parti du congrès du Malawi                  | John Tembo               | 785 671   | 24,85  | 57     | -9  |
|                          | National Democratic Alliance (en)           | Brown Mpinganjira        | 256 713   | 8,12   | 9      | s/o |
|                          | Parti républicain (en)                      | Gwanda Chakuamba         | 231 002   | 7,31   | 0      | s/o |
|                          | Alliance pour la démocratie                 |                          | 114 017   | 3,61   | 6      | -23 |
|                          | People's Progressive Movement (en)          |                          | 98 548    | 3,12   | 6      | s/o |
|                          | Movement for Genuine Democratic Change (en) |                          | 53 127    | 1,68   | 3      | s/o |
|                          | People's Transformation Party (en)          |                          | 21 153    | 0,67   | 1      | s/o |
|                          | Malawi Forum for Unity and Development (en) |                          | 11 655    | 0,37   | 0      | s/o |
|                          | New Congress for Democracy                  |                          | 9 545     | 0,30   | 0      | s/o |
|                          | Congress for National Unity (en)            |                          | 7 410     | 0,23   | 1      | s/o |
|                          | Malawi Democratic Party (en)                |                          | 2 494     | 0,08   | 0      | 0   |
|                          | National Unity Party (en)                   |                          | 2 336     | 0,07   | 0      | s/o |
|                          | Pamodzi Freedom Party                       |                          | 363       | 0,01   | 0      | s/o |
|                          | National Solidarity Movement                |                          | 216       | 0,01   | 0      | s/o |
|                          | Indépendants                                |                          | 766 137   | 24,23  | 40     | +36 |
| Votes valides            | Votes valides                               | Votes valides            | 3 161 587 | 94,97  |        |     |
| Invalide / Votes blancs  | Invalide / Votes blancs                     | Invalide / Votes blancs  | 167 376   | 5,03   |        |     |
| Total                    | Total                                       | Total                    | 3 328 963 | 100,00 |        |     |
| Inscrits / participation | Inscrits / participation                    | Inscrits / participation | 5 603 225 | 59,41  |        |     |

## Suites
Malgré la reconduite au pouvoir présidentiel du Front démocratique uni avec l'élection de Bingu wa Mutharika, le parti ne parvient pas obtenir la majorité à l'Assemblée nationale et perd près de la moitié de ses sièges. Au niveau législatif, l'UDF était représenté par le président sortant Bakili Muluzi.